# Politbüro der Kommunistischen Partei der Sowjetunion
Politbüro (zwischen 1952 und 1966 Präsidium) ist die verkürzte Bezeichnung für das Politische Büro des Zentralkomitees der Kommunistischen Partei der Sowjetunion.

## Entstehung, Aufgabe und Entwicklung
Es wurde als dauerhaftes Führungsgremium durch Beschluss des VIII. Parteitages der Kommunistischen Partei Russlands im März 1919 geschaffen. In der Zeit von 1917 bis 1919 soll es bereits ein vom Zentralkomitee eingesetztes Politbüro gegeben haben, welches die Aufgabe hatte, den Aufstand in Russland zu organisieren. Es gibt aber Berichte dazu, dass Stalin erst 1924 nachträglich den Bestand dieses Büros dokumentiert haben soll.
Die Aufgabe des Politbüros war ab 1919 die Leitung der Partei zwischen den Plenarsitzungen des Zentralkomitees und den Parteitagen. Es war somit das wirkliche Macht- und Führungsgremium von Partei und Staat.
In den Jahren von 1936 bis 1940 wurden im Rahmen der Stalinschen Säuberungen zwölf ehemalige Mitglieder des Politbüros (Trotzki (ermordet), Kamenew, Sinowjew, Bucharin, Rykow, Krestinski, Sokolnikow, Serebrjakow, Tomski, Rudsutak, Kossior, Tschubar) und drei Kandidaten des Politbüros (Eiche, Postyschew, Jeschow) hingerichtet oder ermordet; ein Mitglied starb durch Suizid (Ordschonikidse). 1950 wurde ein weiteres Politbüromitglied (Wosnessenski) nach einem Prozess hingerichtet.
1952 wurde das Politbüro und das Organisationsbüro zum Präsidium des ZK der KPdSU zusammengefasst, um – so Stalin – das Führungsgremium zu vergrößern und eine Verjüngung einzuleiten. Gleich nach Stalins Tod wurde das Präsidium wieder verkleinert.
Ab 1961 wurde für eine Zeit durch die Parteistatuten eine Begrenzung der Wiederwahl von Politbüromitgliedern festgelegt. Ein Viertel aller Mitglieder mussten durch neue Mitglieder ersetzt werden. 1961 waren das also vier von 14 Vollmitgliedern.

## Zusammensetzung
Das Politbüro bestand aus Vollmitgliedern und Kandidaten des Politbüros.
Es setzte sich zusammen aus Sekretären des Zentralkomitees und aus führenden Regierungsmitgliedern der UdSSR. Es wurde ergänzt z. B. durch den Vorsitzenden des Präsidiums des Obersten Sowjets (nominelles Staatsoberhaupt), den Vorsitzenden der Gewerkschaften, einige Erste Sekretäre der Partei aus größeren Unionsrepubliken oder den Vorsitzenden der Parteikontrollkommission.
1919 – zur Zeit Lenins – gab es nur fünf Vollmitglieder des Politbüros, in den Jahren von 1940 bis 1949 9 bis 13, 1952 dann sogar 25, nach Stalins Tod 1953 nur noch neun, zur Zeit Chruschtschows zehn bis zwölf, in der Breschnew-Zeit 11 (1964) bis 14 (1980) und am Schluss 24 Vollmitglieder (neun gewählte und 15 KP-Vorsitzende der Unionsländer).
Die einzigen Frauen als Vollmitglieder des Politbüros waren Jekaterina Furzewa und Galina Semjonowa.
Zehn Politbüromitglieder waren 20 und mehr Jahre in dem Gremium: Stalin (rund 36 Jahre), Woroschilow (34), Molotow (31), Mikojan (31), Suslow (28), Kaganowitsch (27), Chruschtschow (25), Breschnew (25), Kossygin (20+4=24), Kalinin (20). Die kürzeste Mitgliedschaft von 120 Tagen hatte Schukow.
Zusammensetzung zu einigen wichtigen Zeitpunkten
- 1917 (Revolution 7 Mitglieder): Lenin, Kamenew, Trotzki, Sinowjew, Stalin, Bubnow, Sokolnikow[2]
- 1924 (Nach Lenins Tod 7 M.): Stalin, Kamenew, Trotzki, Bucharin, Sinowjew, Rykow, Tomski; alle bis auf Stalin später hingerichtet oder ermordet (Trotzki)
- 1931 (Linke und rechte Opposition entmachtet, 10 M.): Stalin, Molotow, Kalinin, Woroschilow, Rudsutak, Kuibyschew, Kirow, Kossior, Kaganowitsch, Ordschonikidse
- 1939 (Nach den Säuberungen 9 M.): Stalin, Molotow, Kalinin, Woroschilow, Kaganowitsch, Mikojan, Andrejew, Schdanow, Chruschtschow
- 1953 (Nach Stalins Tod am 5. März 1953: 24 M.): Chruschtschow, Malenkow, Beria, Molotow, Woroschilow, Bulganin, Kaganowitsch, Mikojan, Saburow, Perwuchin; am 6. März 1953 schieden die 1952 neu ernannten 14 Politbüromitglieder wieder aus, Beria im Juni 1953 (†)
- 1957 (Vor dem vom Zentralkomitee verhinderten Putschversuch von Polibüromitgliedern gegen Chruschtschow 11 M.): Chruschtschow, Mikojan, Suslow, Kiritschenko (= 4) gegen Bulganin, Molotow, Woroschilow, Malenkow, Kaganowitsch, Saburow, Perwuchin (= 7)
- 1965 (Nach dem Sturz Chruschtschows 12 M.): Breschnew, Kossygin, Podgorny, Suslow, Mikojan, Kirilenko, Masurow, Poljanski, Schelepin, Schelest, Schwernik, Woronow
- 1985 (Gorbatschow wird Generalsekretär, 11 M.): Gorbatschow, Gromyko, Ryschkow, Ligatschow, Schewardnadse, Alijew, Solomenzew, Worotnikow, Tschebrikow, Schtscherbitzki, Grischin
- 1991 Zum Schluss am 24. August 1991: 24 Mitglieder

## Liste aller Mitglieder des Politbüros

### Lenin-Zeit 1919 bis 1924
- Wladimir Iljitsch Lenin (10. Oktober 1917 – 18. Februar 1919 und 18. Februar 1919 – 21. Januar 1924)
- Lew Borissowitsch Kamenew (10. Oktober 1917 – 18. Februar 1919 und 18. Februar 1919 – 1. Januar 1926)
- Lew Dawidowitsch Trotzki (10. Oktober 1917 – 18. Februar 1919 und 18. Februar 1919 – 23. Oktober 1926)
- Nikolaj Nikolajewitsch Krestinski (10. Oktober 1917 – 18. Februar 1919 und 18. Februar 1919 – 22. März 1921) (war auch Sekretär des Zentralkomitees)
- Josef Wissarionowitsch Stalin (10. Oktober 1917 – 18. Februar 1919 und 18. Februar 1919 – 5. März 1953) (war auch Generalsekretär des Zentralkomitees)
- Andrei Sergejewitsch Bubnow (10. Oktober 1917 – 18. Februar 1919)
- Grigori Jakowlewitsch Sokolnikow (10. Oktober 1917 – 18. Februar 1919)

- Leonid Petrowitsch Serebrjakow (1920–1921) (war auch Sekretär des Zentralkomitees)
- Jewgeni Alexejewitsch Preobraschenski (1920–1921) (war auch Sekretär des Zentralkomitees)
- Nikolai Iwanowitsch Bucharin (1. Mal) (1920–1921)
- Grigori Jewsejewitsch Sinowjew (1921 – 23. Juli 1926)
- Alexei Iwanowitsch Rykow (3. April 1922 – 19. Dezember 1930)
- Michail Pawlowitsch Tomski (3. April 1922 – 13. Juli 1930)

### Stalin-Zeit 1924 bis 1953
- Nikolai Iwanowitsch Bucharin (2. Mal) (1. Juni 1924 – 17. November 1929)
- Wjatscheslaw Michajlowitsch Molotow (1. Januar 1926 – 29. Juni 1957) (war auch Sekretär des Zentralkomitees), auch Generalsekretär der KP der Ukraine (1920–1921)
- Michail Iwanowitsch Kalinin (1. Januar 1926 – 19. März 1946)
- Kliment Jefremowitsch Woroschilow (1. Januar 1926 – 19. Juni 1960)
- Jan Ernestowitsch Rudsutak (23. Juli 1926 – 4. Februar 1932) (war auch Sekretär des Zentralkomitees)
- Walerian Wladimirowitsch Kuibyschew (19. Dezember 1927 – 25. Januar 1935) (war auch Sekretär des Zentralkomitees)
- Sergei Mironowitsch Kirow (13. Juli 1930 – 1. Dezember 1934) (war auch Sekretär des Zentralkomitees)
- Stanislaw Wikentjewitsch Kossior (13. Juli 1930 – 26. Februar 1939) (war auch Sekretär des Zentralkomitees), auch Generalsekretäre der KP der Ukraine (1919–1920 und 1928–1938)
- Lasar Moissejewitsch Kaganowitsch (13. Juli 1930 – 29. Juni 1957) (war auch Sekretär des Zentralkomitees), auch Generalsekretäre der KP der Ukraine (1925–1928, 1947)
- Grigori Konstantinowitsch Ordschonikidse (21. Dezember 1930 – 18. Februar 1937)
- Andrei Andrejewitsch Andrejew (4. Februar 1932 – 16. Oktober 1952) (war auch Sekretär des Zentralkomitees)
- Anastas Iwanowitsch Mikojan (1. Januar 1935 – 8. April 1966)
- Wlas Jakowlewitsch Tschubar (1. Februar 1935 – 1. Januar 1938)
- Andrei Alexandrowitsch Schdanow (22. März 1939 – 31. August 1948) (war auch Sekretär des Zentralkomitees)
- Nikita Sergejewitsch Chruschtschow (22. März 1939 – 14. Oktober 1964) (war auch Sekretär bzw. 1. Sekretär des Zentralkomitees), auch Generalsekretäre der KP der Ukraine (1938–1947 und 1938–1947)
- Lawrenti Pawlowitsch Beria (19. März 1946 – 27. Juni 1953)
- Georgi Maximilianowitsch Malenkow (19. März 1946 – 29. Juni 1957) (war auch Sekretär des Zentralkomitees)
- Nikolai Alexejewitsch Wosnessenski (28. Februar 1947 – 1. März 1949)
- Nikolai Alexandrowitsch Bulganin (1. Februar 1948 – 3. September 1958)
- Alexei Nikolajewitsch Kossygin (1. Mal) (1. Februar 1948 – 16. Oktober 1952)

1952: 16 neue Politbüromitglieder, nur zwei verbleiben nach 1953 
- Nikolai Michailowitsch Schwernik (1. Mal) (16. Oktober 1952 – 6. März 1953)
- Otto Wilhelmowitsch Kuusinen (1. Mal) (16. Oktober 1952 – 6. März 1953)
- Awerki Borissowitsch Aristow (1. Mal) (16. Oktober 1952 – 6. März 1953) (war auch Sekretär des Zentralkomitees)
- Wassili Michailowitsch Andrianow (16. Oktober 1952 – 6. März 1953)
- Leonid Georgijewitsch Melnikow (16. Oktober 1952 – 6. März 1953), auch Generalsekretäre der KP der Ukraine (1949–1953)
- Dmitri Iwanowitsch Tschesnokow (16. Oktober 1952 – 6. März 1953)
- Wjatscheslaw Alexandrowitsch Malyschew (16. Oktober 1952 – 6. März 1953)
- Michail Georgijewitsch Perwuchin (16. Oktober 1952 – 29. Juni 1957)
- Nikolai Alexandrowitsch Michailow (16. Oktober 1952 – 6. März 1953) (war auch Sekretär des Zentralkomitees)
- Wassili Wassiljewitsch Kusnezow (16. Oktober 1952 – 6. März 1953)
- Maxim Sacharowitsch Saburow (16. Oktober 1952 – 29. Juni 1957)
- Demjan Sergejewitsch Korottschenko (16. Oktober 1952 – 6. März 1953)
- Semjon Denissowitsch Ignatjew (16. Oktober 1952 – 6. März 1953)
- Michail Andrejewitsch Suslow (1. Mal) (16. Oktober 1952 – 6. März 1953) (war auch Sekretär des Zentralkomitees)
- Panteleimon Kondratjewitsch Ponomarenko (16. Oktober 1952 – 6. März 1953) (war auch Sekretär des Zentralkomitees)
- Matwei Fjodorowitsch Schkirjatow (16. Oktober 1952 – 6. März 1953)

### Chruschtschow-Zeit 1953 bis 1964
- Alexei Illarionowitsch Kiritschenko (12. Juli 1955 – 4. Mai 1960) (war auch Sekretär des Zentralkomitees), auch Generalsekretäre der KP der Ukraine (1953–1957)
- Michail Andrejewitsch Suslow (2. Mal) (12. Juli 1955 – 25. Januar 1982) (war auch Sekretär des Zentralkomitees)
- Frol Romanowitsch Koslow (29. Juni 1957 – 16. November 1964) (war auch Sekretär des Zentralkomitees)
- Otto Wilhelmowitsch Kuusinen (2. Mal) (29. Juni 1957 – 17. Mai 1964) (war auch Sekretär des Zentralkomitees)
- Awerki Borissowitsch Aristow (2. Mal) (29. Juni 1957 – 31. Oktober 1961) (war auch Sekretär des Zentralkomitees)
- Nikolai Grigorjewitsch Ignatow (29. Juni 1957 – 31. Oktober 1961) (war auch Sekretär des Zentralkomitees)
- Jekaterina Alexejewna Furzewa (29. Juni 1957 – 31. Oktober 1961) (war auch Sekretärin des Zentralkomitees)
- Nikolai Iljitsch Beljajew (29. Juni 1957 – 4. Mai 1960) (war auch Sekretär des Zentralkomitees)
- Georgi Konstantinowitsch Schukow (29. Juni 1957 – 27. Oktober 1957)
- Leonid Iljitsch Breschnew (29. Juni 1957 – 10. November 1982) (war auch Sekretär und Generalsekretär des Zentralkomitees)
- Nikolai Michailowitsch Schwernik (2. Mal) (29. Juni 1957 – 8. April 1966)
- Nuritdin Akramowitsch Muchitdinow (19. Dezember 1957 – 31. Oktober 1961) (war auch Sekretär des Zentralkomitees)
- Alexei Nikolajewitsch Kossygin (2. Mal) (4. Mai 1960 – 21. Oktober 1980)
- Nikolai Wiktorowitsch Podgorny (4. Mai 1960 – 24. Mai 1977) (war auch Sekretär des Zentralkomitees), auch Generalsekretäre der KP der Ukraine (1957–1963)
- Dmitri Stepanowitsch Poljanski (4. Mai 1960 – 4. März 1976)
- Gennadi Iwanowitsch Woronow (31. Oktober 1961 – 27. April 1973)
- Andrei Pawlowitsch Kirilenko (25. April 1962 – 22. November 1982) (war auch Sekretär des Zentralkomitees)

### Breschnew-Zeit 1964 bis 1982
- Petro Schelest (russ. Pjotr Jefimowitsch Schelest) (16. November 1964 – 27. April 1973); Generalsekretäre der KP der Ukraine (1963–1972)
- Alexander Nikolajewitsch Schelepin (16. November 1964 – 16. April 1975) (war auch Sekretär des Zentralkomitees)
- Kirill Trofimowitsch Masurow (belarussisch: Kirył Trafimavitsch Mazuraŭ) (26. März 1965 – 27. November 1978); Vorsitzender des Ministerrats der Belarussischen SSR
- Arwid Janowitsch Pelsche, (lettisch: Arvīds Pelše) (8. April 1966 – 27. Mai 1983) (Vorsitzender des Komitees für Parteikontrolle)
- Fjodor Dawidowitsch Kulakow (9. April 1971 – 17. Juli 1978) (war auch Sekretär des Zentralkomitees)
- Wiktor Wassiljewitsch Grischin (9. April 1971 – 18. Februar 1986) (war auch Sekretär des Zentralkomitees)
- Wladimir Wassiljewitsch Schtscherbitzki (9. April 1971 – 20. September 1989) (war auch ZK-Sekretär), Generalsekretäre der KP der Ukraine (1972–1989)
- Dinmuchamed Kunajew (russ. Dinmuchamed Achmedowitsch Kunajew) (9. April 1971 – 28. Januar 1987)
- Andrei Antonowitsch Gretschko (27. April 1973 – 26. April 1976)
- Andrei Andrejewitsch Gromyko (27. April 1973 – 30. September 1988) (Außenminister)
- Juri Wladimirowitsch Andropow (27. April 1973 – 9. Februar 1984) (war auch Sekretär des Zentralkomitees und Leiter des Geheimdienstes KGB)
- Grigori Wassiljewitsch Romanow (4. März 1976 – 1. Juli 1985) (war auch Sekretär des Zentralkomitees)
- Dmitri Fjodorowitsch Ustinow (4. März 1976 – 20. Dezember 1984) (war auch Sekretär des Zentralkomitees (Verteidigungsminister))
- Konstantin Ustinowitsch Tschernenko (27. November 1978 – 15. Oktober 1985) (war auch Sekretär (Verwaltung) bzw. Generalsekretär des Zentralkomitees)
- Nikolai Alexandrowitsch Tichonow (27. November 1978 – 15. Oktober 1985) (war auch Vorsitzender des Ministerrates)
- Michail Sergejewitsch Gorbatschow (21. Oktober 1980 – 24. August 1991) (war auch Sekretär bzw. Generalsekretär des Zentralkomitees)

### Andropow- und Tschernenko-Zeit 1982 bis 1985
- Heydər Əliyev (russ. Geidar Alijewitsch Alijew) (22. November 1982 – 21. Oktober 1987)
- Michail Sergejewitsch Solomenzew (26. Dezember 1983 – 30. September 1988) (war auch Sekretär des Zentralkomitees)
- Witali Iwanowitsch Worotnikow (26. Dezember 1983 – 14. Juli 1990)

### Gorbatschow-Zeit 1985 bis 1991
- Nikolai Iwanowitsch Ryschkow (23. April 1985 – 14. Juli 1990) (war auch Sekretär des Zentralkomitees)
- Jegor Kusmitsch Ligatschow (23. April 1985 – 14. Juli 1990) (war auch Sekretär des Zentralkomitees)
- Wiktor Michailowitsch Tschebrikow (23. April 1985 – 20. September 1989) (war auch Sekretär des Zentralkomitees)
- Eduard Schewardnadse (russ. Eduard Amwrossijewitsch Schewardnadse) (1. Juli 1985 – 14. Juli 1990)
- Lew Nikolajewitsch Saikow (6. März 1986 – 14. Juli 1990) (war auch Sekretär des Zentralkomitees)
- Nikolai Nikitowitsch Slunkow (belarussisch: Mikałaj Mikitavitsch Sliuńkoŭ) (26. Juni 1987 – 14. Juli 1990) (war auch Sekretär des Zentralkomitees)
- Alexander Nikolajewitsch Jakowlew (26. Juni 1987 – 14. Juli 1990) (war auch Sekretär des Zentralkomitees)
- Wiktor Petrowitsch Nikonow (26. Juni 1987 – 20. September 1989) (war auch Sekretär des Zentralkomitees)
- Wadim Andrejewitsch Medwedew (30. September 1988 – 14. Juli 1990) (war auch Sekretär des Zentralkomitees)
- Wladimir Alexandrowitsch Krjutschkow (20. September 1989 – 14. Juli 1990)
- Wladimir Antonowitsch Iwaschko (9. Dezember 1989 – 24. August 1991) (war auch Sekretär des Zentralkomitees); Erster Sekretär der KP der Ukraine (1989–1990)
- Juri Dmitrijewitsch Masljukow (20. Dezember 1989 – 14. Juli 1990)
- Gennadi Iwanowitsch Janajew (14. Juli 1990 – 24. August 1991) (war auch Sekretär des Zentralkomitees)
- Iwan Timofejewitsch Frolow (14. Juli 1990 – 24. August 1991)
- Alexander Sergejewitsch Dsasochow (14. Juli 1990 – 24. August 1991) (war auch Sekretär des Zentralkomitees)
- Galina Wladimirowna Semjonowa (14. Juli 1990 – 24. August 1991) (war auch Sekretärin des Zentralkomitees)
- Mikolas Burokjavitschus (14. Juli 1990 – 24. August 1991)
- Giwi Grigorjewitsch Gumbaridse (14. Juli 1990 – 11. Dezember 1990)
- Oleg Semjonowitsch Schenin (14. Juli 1990 – 24. August 1991) (war auch Sekretär des Zentralkomitees)
- Pjotr Kirillowitsch Lutschinski (14. Juli 1990 – 24. August 1991)
- Jegor Semjonowitsch Strojew (14. Juli 1990 – 24. August 1991) (war auch Sekretär des Zentralkomitees)
- Qahhor Mahkamow (14. Juli 1990 – 24. August 1991)
- Anatoli Malofejew (11. Dezember 1990 – 24. August 1991)
- Islom Karimov oder (russ. Islam Abduganijewitsch Karimow) (14. Juli 1990 – 24. August 1991)
- Absamat Massaliew (14. Juli 1990 – 25. April 1991)
- Stanislaw Hurenko (14. Juli 1990 – 24. August 1991) Erster Sekretär der KP der Ukraine (1990–1991)
- Wladimir Migranowitsch Mowssesjan (14. Juli 1990 – 11. Dezember 1990)
- Aias Nijasijewitsch Mutalibow (14. Juli 1990 – 24. August 1991)
- Nursultan Nasarbajew (14. Juli 1990 – 24. August 1991)
- Saparmyrat Nyýazow (russ. Saparmurat Atajewitsch Nijasow) (14. Juli 1990 – 24. August 1991)
- Iwan Kusmitsch Poloskow (14. Juli 1990 – 6. August 1991)
- Alfred Petrowitsch Rubiks (14. Juli 1990 – 24. August 1991)
- Stepan Karapetowitsch Pogossjan (11. Dezember 1990 – 15. Mai 1991)
- Enn Arno Augustowitsch Sillari (14. Juli 1990 – 24. August 1991)
- Juri Anatoljewitsch Prokofjew (14. Juli 1990 – 24. August 1991)
- Lembit Annus (31. Januar 1991 – 24. August 1991)
- Dschumgalbek Amanbajew (25. April 1991 – 24. August 1991)
- Grigori Issidorowitsch Jeremei (25. April – 24. August 1991)
- Michail Semjonowitsch Surkow (25. April 1991 – 24. August 1991)